# العلافقي (المخادر)

تعديل مصدري - تعديل

العلافقي محلة تابعة لقرية السهيلة، التابعة لعزلة المعشار بمديرية المخادر إحدى مديريات محافظة إب في الجمهورية اليمنية، بلغ تعداد سكانها 69 حسب تعداد اليمن لعام 2004.